# Galassia nana sferoidale

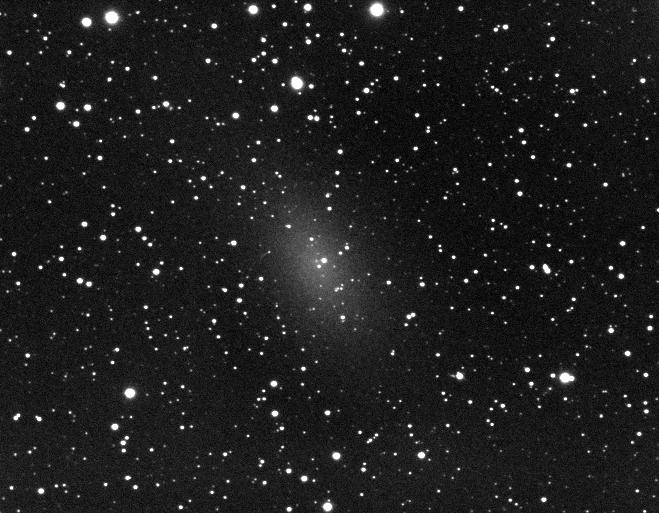
NGC 147, una galassia nana sferoidale appartenente
al Gruppo Locale

In astronomia, galassia nana sferoidale (abbreviato in dSph dal termine inglese) è il nome dato ad una tipologia di galassie molto piccole e scarsamente luminose, a volte più deboli di una singola stella di grande massa.  Sono una scoperta relativamente recente, perché la loro bassissima luminosità superficiale le rende quasi indistinguibili dal fondo del cielo notturno.
Si conoscono poche nane sferoidali (20 in tutto al 2009), la maggior parte "satelliti" della Via Lattea  o della Galassia di Andromeda. Ciononostante si presume che possano costituire, in numero, la maggioranza delle galassie.
Recenti studi hanno evidenziato la presenza di una grandissima quantità di materia oscura, molto superiore in percentuale a quella delle galassie spirali o ellittiche, con gas interstellare quasi assente. La loro forma pressoché sferica è dovuta probabilmente proprio all'intenso effetto gravitazionale causato dalla forte presenza di materia oscura.